# Fabrice Philipot
Fabrice Nicolas Maurice Philipot (Montbard, 24 settembre 1965 – Semur-en-Auxois, 17 giugno 2020) è stato un ciclista su strada francese.
Professionista dal 1988 al 1994, nel 1989 fu secondo alla Liegi-Bastogne-Liegi e miglior giovane al Tour de France. Fra il 1991 e il 1993 accompagnò come gregario Miguel Indurain nei suoi successi al Tour de France e al Giro d'Italia.

## Carriera
Messosi in luce da giovane come corridore adatto alle corse a tappe – vinse fra le altre il Giro della Valle d'Aosta – non riuscì a confermare le aspettative nel mondo dei professionisti. Passò professionista nel 1988 con la Toshiba-Look di Bernard Tapie: quell'anno vinse una breve corsa a tappe in Francia, fu decimo ai campionati nazionali e secondo al Trophée des Grimpeurs, storica classica del panorama francese. Prese parte anche al Giro d'Italia senza però particolari acuti.
Nel 1989 riuscì a conquistare il secondo posto alla Liegi-Bastogne-Liegi, venendo battuto solo dall'irlandese Sean Kelly; fu inoltre quarto nel Giro del Delfinato, ottavo al Giro del Mediterraneo, undicesimo nella Freccia Vallone, oltre a vincere una tappa al Grand Prix du Midi Libre. Nello stesso anno concluse ventiquattresimo al Tour de France, aggiudicandosi la classifica giovani. Questo successo fu comunque agevolato anche dal fatto che il colombiano Alberto Camargo, classificatosi ventesimo nella generale, non venne registrato come Under-25 dal suo direttore sportivo pur essendo coetaneo del francese.
Nel 1990 Philipot prese parte sia al Giro d'Italia che al Tour de France, concludendo entrambe le corse nei primi quindici della classifica generale. Nel 1991, dopo il trasferimento alla Banesto, vinse una tappa al Tour du Vaucluse, che chiuse al secondo posto generale, e fu decimo ai campionati nazionali; l'anno successivo non ottenne vittorie, ma fu terzo al Trofeo Calvia e nella classifica generale della Vuelta a Mallorca. Lasciò il professionismo al termine della stagione 1994.

## Palmarès
- 1986 (dilettanti)

Tour du Béarn
- 1987 (dilettanti)

Classifica generale Giro della Valle d'Aosta
Classifica generale Stuttgart-Strasbourg
- 1988

1ª tappa Tour du Lyonnais et des monts du Pilat
Classifica generale Tour du Lyonnais et des monts du Pilat
- 1989

6ª tappa Grand Prix du Midi Libre
- 1991

3ª tappa Tour du Vaucluse

### Altri successi
- 1988

Classifica giovani Tour de France
Prologo Parigi-Nizza (cronosquadre)
- 1990

Criterium di Dole
Criterium di Metabief
Criterium di Monein
- 1991

Criterium di Riom

## Piazzamenti

### Grandi Giri
- Tour de France

1989: 24º
1990: 14º
1991: 24º
1992: ritirato
- Giro d'Italia

1988: 37º
1990: 13º
1992: 22º
1993: ritirato
- Vuelta a España

1991: ritirato
1992: ritirato

### Classiche monumento
- Milano-Sanremo

1989: 33º
1990: 18º
1991: 23º
1992: 50º
- Liegi-Bastogne-Liegi:

1989: 2º
1990: 33º